# مهرشاد نراقی
مهرشاد نراقی (۱۵ فروردین ۱۳۳۵، تهران) قهرمان موتور کراس ایران از سال‌های میانی دهه ۱۳۵۰ تا کنون است. وی در سال‌های ۱۳۵۵، ۱۳۵۶، و ۱۳۵۷ سه سال پی در پی قهرمان ایران شد. او تنها موتورسوار در تاریخ ایران است که موفق شده‌است (در سال ۱۳۵۷) در سه کلاس ۱۲۵سی‌سی، ۲۵۰سی‌سی، ۴۵۰سی‌سی هم‌زمان قهرمان ایران شود. وی هم‌اکنون، در کلاس ۴۵۰سی‌سی در مسابقات موتور کراس ایران شرکت می‌کند، و در سال ۱۳۸۸ موفق شد در مسابقات قهرمانی کشور مقام دوم را به‌دست‌آورد. همسرش شهرزاد نظیفی، دخترش نورا نراقی، و پسرش مرآت نراقی نیز همگی از قهرمانان موتور کراس ایران هستند.

## زندگی‌نامه
۱۵ فروردین ۱۳۳۵ در تهران زاده شد. موتورسواری را از سال ۱۳۵۰ آغاز کرد. اولین موتورسیکلتش هوندا ۹۰سی‌سی بود که در سال ۱۳۵۰ با دستکاری موتور آن به کوه‌نوردی می‌پرداخت. در سال ۱۳۵۲ با موتورسیکلت بی‌اس‌آ ۲۵۰سی‌سی تریل مشغول کوه‌نوردی و شیب‌نوردی شد. در سال ۱۳۵۴ به رشته موتور کراس در پیست روی آورد. در اولین مسابقه موتور کراس با موتور زونداپ شرکت کرد. پس از آن، از موتورسیکلت‌های سی‌زد ۱۲۵سی‌سی، مایکو ۲۵۰سی‌سی برای شرکت در مسابقات استفاده می‌کرد. نخستین مقام را در مسابقه‌ای به‌دست‌آورد که توسط انجمن موتورسواری ایران برگزار شد. از سال‌های ۱۳۵۶ و ۱۳۵۷ وارد تیم‌های هوندا و مایکو شد و موتورسواری را به صورت حرفه‌ای ادامه داد. در سال‌های ۱۳۵۵، ۱۳۵۶، و ۱۳۵۷ سه سال پی‌درپی قهرمان ایران شد. او تنها موتورسوار در تاریخ ایران است که موفق شد در سال ۱۳۵۷ در سه کلاس ۱۲۵سی‌سی، ۲۵۰سی‌سی، ۴۵۰سی‌سی هم‌زمان قهرمان ایران شود. وی هم‌اکنون، در کلاس ۴۵۰سی‌سی در مسابقات موتور کراس ایران شرکت می‌کند، و در سال ۱۳۸۸ موفق شد در مسابقه قهرمانی کشور مقام دوم را به‌دست‌آورد.

## ممانعت جمهوری اسلامی از ادامهٔ فعالیت ورزشی وی و خانواده‌اش
مهرشاد نراقی، مانند همسرش شهرزاد نظیفی، دخترش نورا نراقی و پسرش مرآت نراقی، به دلیل بهائی بودن، توسط نظام جمهوری اسلامی ایران از حضور در فعالیت‌های ورزشی، ممنوع شد.